# الهيئة العاملة لتحرير فلسطين
هي منظمة فدائية فلسطينية مارست نشاطها زهاء ثلاث سنوات. فغداة حرب 1967 تكونت بين الفلسطينيين المقيمين في العراق هيئة شعبية جعلت مهمتها الرئيسة مساندة حركة المقاومة الفلسطينية.وسرعان ما تحولت هذه الهيئة إلى منظمة فدائية عرفت باسم الهيئة العاملة لتحرير فلسطين وقادها الدكتور عصام سرطاوي.
الذي أصبح عضوا في المجلس الثوري لحركة فتح منذ مؤتمرها الرابع المنعقد في سورية أواخر عام 1971. وقد تم الأمر بعد أن وافقت قيادة “الهيئة” على حلها والاندماج في فتح وأعلنت ذلك في الدورة الثامنة للمجلس الوطني الفلسطيني المنعقد بالقاهرة في شباط 1971.
وخلال ممارسة الهيئة العاملة لتحرير فلسطين نشاطها رأت أن المسألة اليهودية لا تحل الا باقناع اليهود بالانصهار في الشعوب المضيفة. كما أشارت إلى أنها تعمل لازالة الكيان الصهيوني لا لابادة اليهود. وذهبت كذلك إلى أن حل المشكلة اليهودية يكون في تقديم التسهيلات الكافية لترحيل اليهود الذين هاجروا إلى فلسطين بعد انتهاء الانتداب البريطاني إلى أوطانهم الأصلية أو أية بلاد أخرى، في حين يمنح الذين استوطنوا فلسطين قبل نهاية الانتداب حقوق المواطنية الكاملة. وشككت الهيئة في موقف الاتحاد السوفييتي تجاه القضية الفلسطينية وطالبت المقاومة الفلسطينية بالعمل “على تعقيد العلاقات السوفييتية – الأمريكية للحيلولة دون وصول الفلسطينيين إلى مخطط استراتيجي موحد”.
وناشدت الهيئة حركة المقاومة الفلسطينية قبول “اليد المخلصة الممتدة من الصين”.